# 尖鰭高原鰍
尖鰭高原鰍（學名：Triplophysa coniptera）為輻鰭魚綱鯉形目條鰍科高原鰍屬的其中一種，被IUCN列為瀕危保育類動物。分布於亞洲吉爾吉斯塔拉斯州淡水流域，體長可達14公分，棲息在溪流底層水域，生活習性不明。

## 扩展阅读
維基物種上的相關：尖鰭高原鰍